# 林玉珠
林玉珠，中華民國學者。林玉珠對台灣的貢獻是將德國人創的華德福教育在台灣紮根，於1996年在台中設立娃得福托兒所，為國內第一所華德福教育的幼教機構。此外，在林玉珠老師與眾人多年的努力下，2002年台中市磊川華德福實驗小學正式成立，這間學校是位於台中市的第一個實驗小學。

## 經歷

### 曾任
- 台中市磊川華德福實驗學校創辦人
- 台中市娃得福托兒所所長
- 台中市人智哲學發展學會理事長
- 朝陽科技大學兼任幼教系講師
- 弘光科技大學兼任幼保系講師
- 基督教書院外文系講師
- 台北市生命線協談義工
- 台中市磊川華德福實驗學校校長

## 學歷
- Ashland University 愛許蘭大學教育碩士[1]

## 學術著作
- 幼教課程模式-理論取向與實務經驗(第二版)第六章，（ISBN 978-95770-256-6-1 ）

## 翻譯作品
- 兒童健康指南-零至十八歲的身心靈發展，（ISBN 978-986-19143-7-4 ）Wolfgang Goebel & Michaela Glöckler著，林玉珠等譯[2]。

## 審訂/審閱作品
- 為孩子說故事，（ISBN 978-986-6001-18-5 ）Nancy Mellon著，林玉珠審訂[3]。

- 我是你：華德福教育學的兒童研討會，安娜‧賽德爾著，張淑惠譯，許星涵、林玉珠審閱[4][5]

- 華德福教育之父：魯道夫‧施泰納，克裡斯托夫‧林登貝格著，蔡慈皙譯，許星涵、林玉珠審閱[6]

## 相關網站
- 台中人智哲學發展學會
- 磊川華德福實驗小學 （页面存档备份，存于）
- 娃得福托兒所